# Guinda (color)
El guinda o guindo es un color que puede variar desde un rojo oscuro a un púrpura rojizo. Su nombre evoca el color de la fruta guinda o del licor de guinda, los cuales pueden tener justamente esta variación en el color. Por su coloración, el guinda puede considerarse sinónimo del color burdeos y puede ser también similar a los colores vinotinto, granate, ciruela o el carmín de alizarina sin aclarar.
En México y Perú se denomina guinda, mientras que en Bolivia se usa guindo.
Otros ejemplos del color guinda:
| Nombre           | Muestra | Cod. Hex. | RGB | RGB | RGB | HSV  | HSV  | HSV |
| ---------------- | ------- | --------- | --- | --- | --- | ---- | ---- | --- |
| Burdeos o guinda |         | #7F1E57   | 127 | 30  | 87  | 325° | 76%  | 50% |
| Burdeos o guinda |         | #800040   | 128 | 0   | 64  | 330° | 100% | 50% |
| Guinda           |         | #802434   | 128 | 36  | 52  | 350° | 72%  | 50% |

## Usos

### En indumentaria
El guinda es el color representativo institucional y deportivo de la peruana Universidad Nacional Mayor de San Marcos, "Decana de América". También, es uno de los colores académicos y deportivos del Instituto Politécnico Nacional, institución de educación superior de México.
En el béisbol mexicano, son los colores del equipo de la LMP, Tomateros de Culiacán y en la LMB, Algodoneros de Unión Laguna
En el baloncesto mexicano, fue el color del desaparecido equipo Fuerza Guinda de Nogales, Sonora, que participaba en el Circuito de Baloncesto de la Costa del Pacífico (Cibacopa).

## Galería

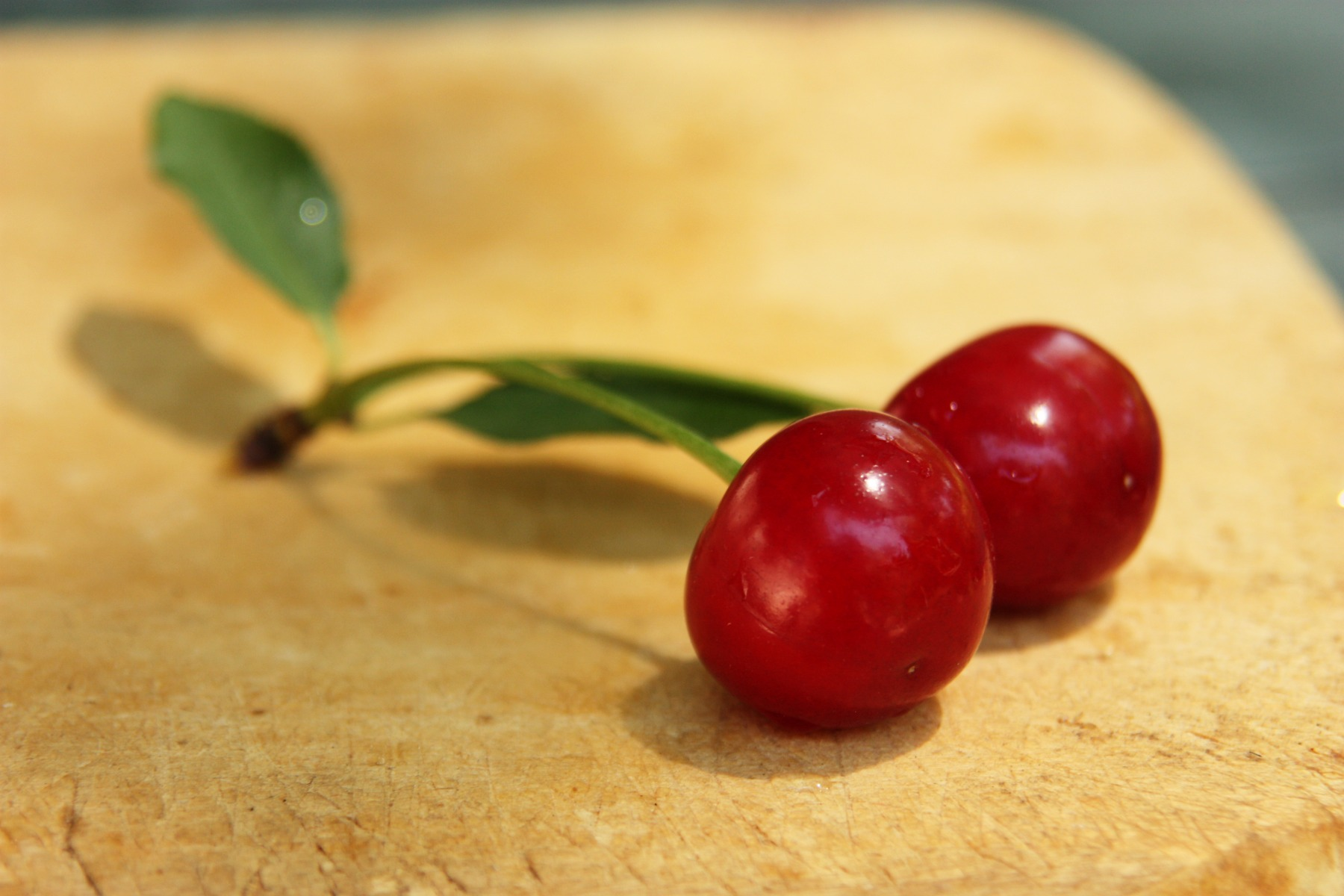
Guindas de color rojo oscuro
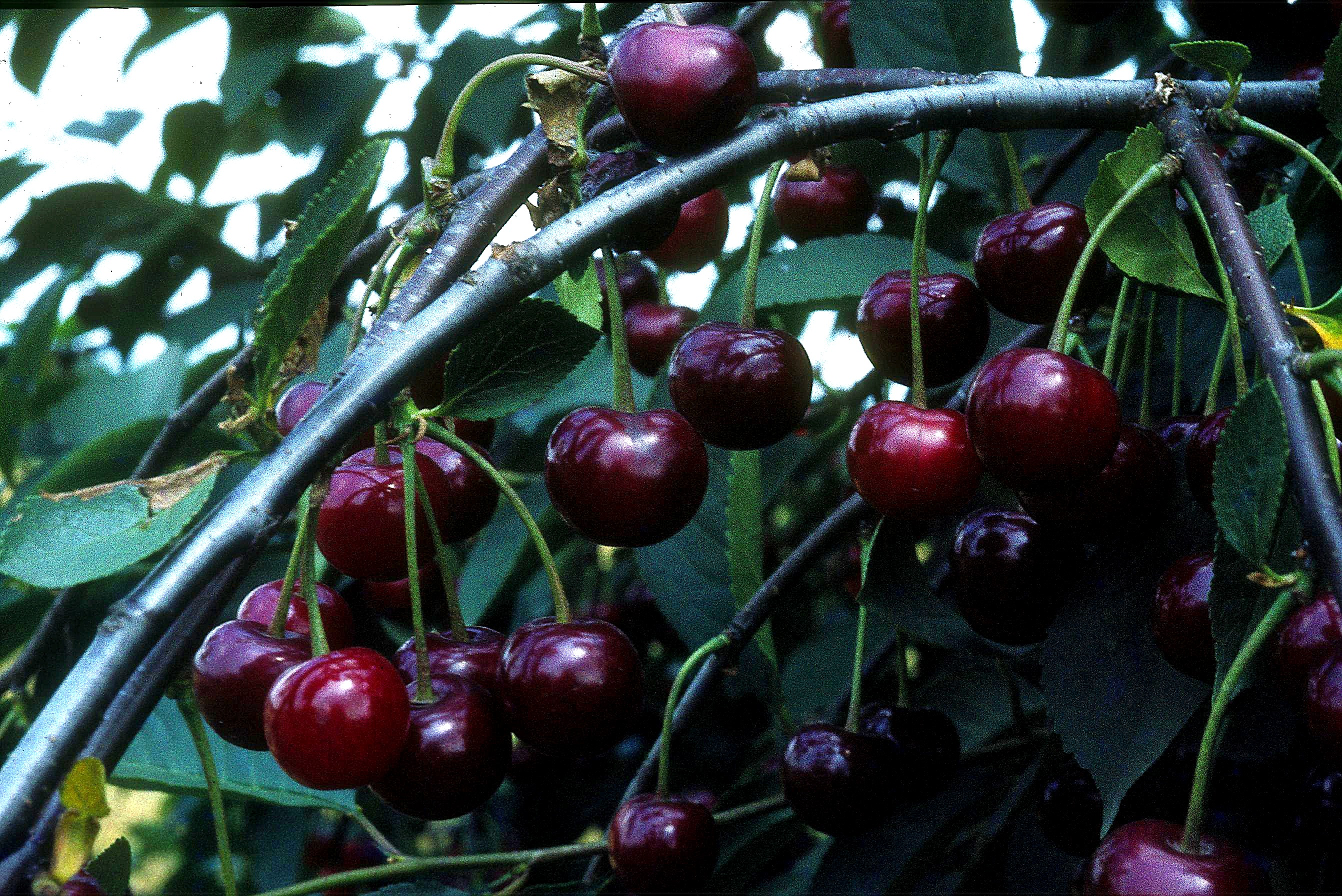
Guindas o cerezas de Morello
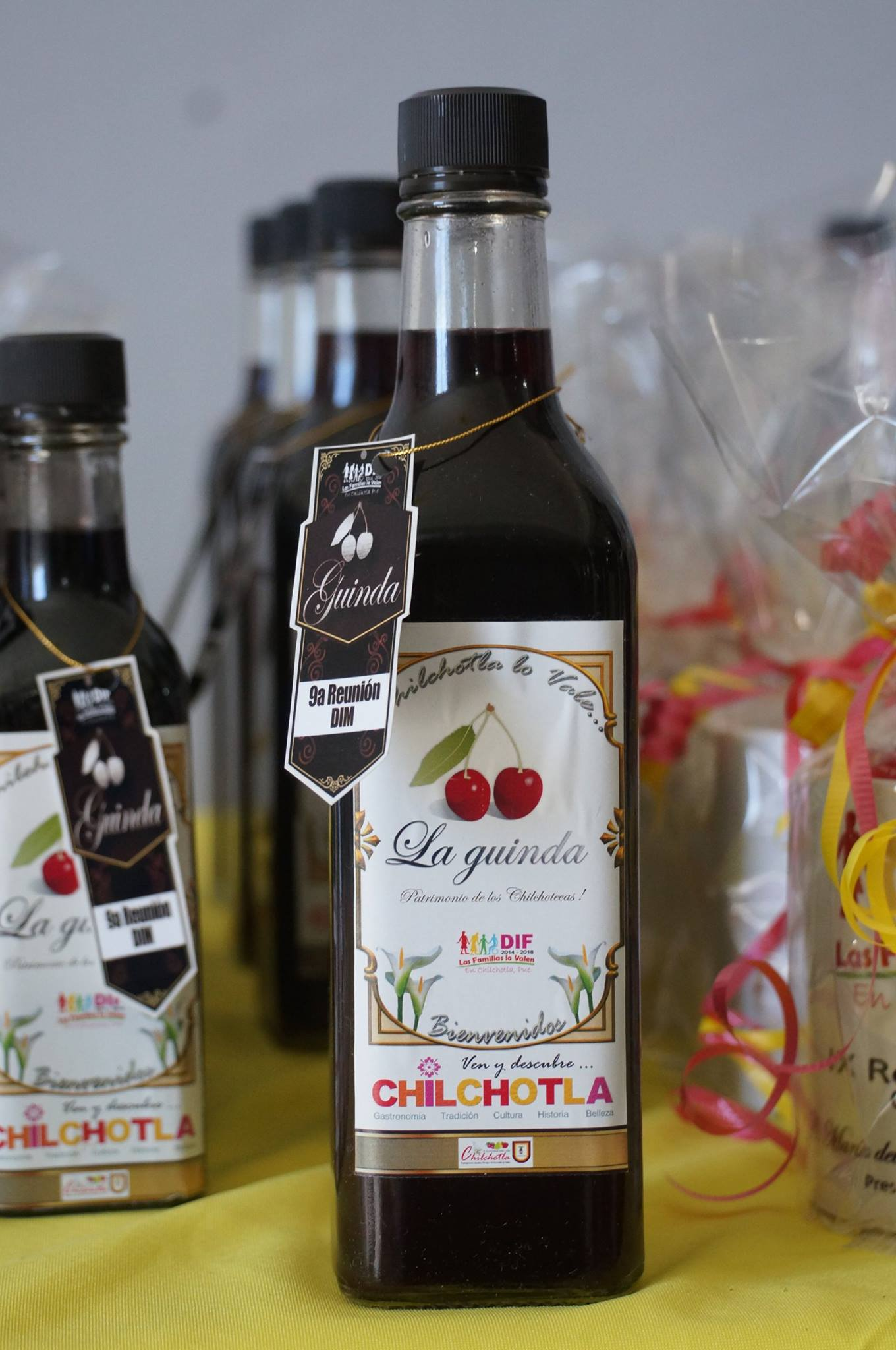
Licor de guinda
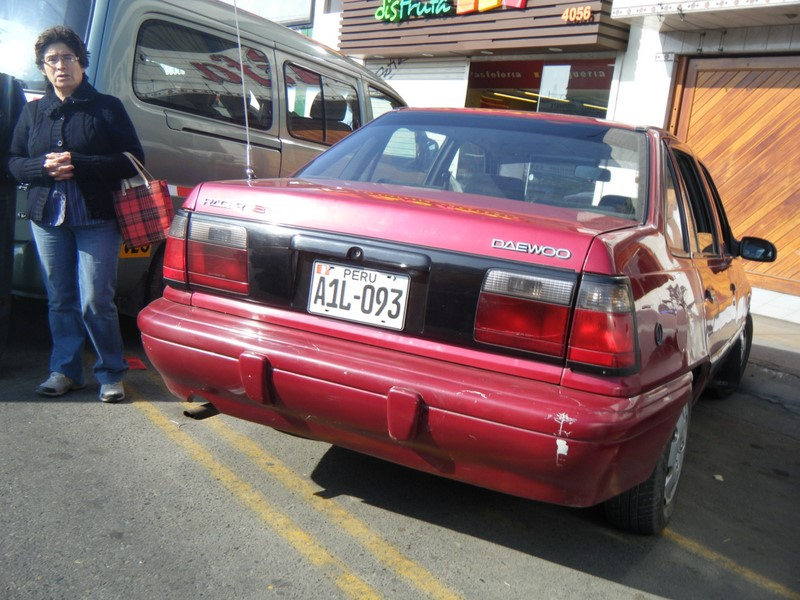
Daewoo guinda (Perú)